# Dawid Remez
Dawid Remez (hebr.: דוד רמז, ang.: David Remez, ur. w 1886, zm. 19 maja 1951) – izraelski polityk, w latach 1949–1950 minister transportu, w latach 1950–1951 minister edukacji, w latach 1949–1951 poseł do Knesetu.
W pierwszych wyborach parlamentarnych w 1949 dostał się do izraelskiego parlamentu z listy Mapai. Zmarł w trakcie trwania kadencji, mandat poselski objął po nim Menachem Kohen.
Był ojcem Aharona (1919–1994) – wojskowego i polityka.